# Николаидис, Антонис
Анто́нис Николаи́дис (греч. Αντώνης Νικολαϊδης; 24 января 1967 года, Лондон, Великобритания) — кипрский стрелок, выступавший в дисциплине скит, участник четырёх Олимпиад.

## Биография
Начав карьеру в 1990 году Николаидис за 18 лет выступлений 7 раз завоёвывал медали на Кубке мира (в его активе 3 серебра и 4 бронзы), а также один раз выигрывал финал Кубка мира (это произошло в 2005 году в Дубае).
В 1992 году киприот впервые в карьере выступил на Олимпиаде, но занял в дисциплине скит только лишь 25-е место, разбив в квалификации 145 тарелочек. Схожим было его выступление на Олимпиаде в Атланте, где он со 118 баллами расположился на итоговом 26-м месте.
Пропустив Игры в Сиднее, Николаидис успешно выступил в 2002 году на Играх Содружества, где вместе со своим многолетним напарником Георгисом Ахиллеосом выиграл парный скит, а в личном первенстве занял третье место. На своей третьей Олимпиаде в карьере Николаидис вновь расположился в третьем десятке. Набрав 119 очков он стал 21-м.
В 2006 году дуэт Николаидиса и Ахиллеоса вновь защитил звание победителей на Играх содружества. На Олимпиаде в Пекине киприот выступил значительно более удачно, чем на предыдущих Играх. В квалификации он разделил 2—4 места, а в финале промахнулся лишь раз. Поделив третье место с французом Терра, Николаидис уступил ему в перестрелке за бронзу, промахнувшись уже по третьей мишени.